# Istorija Venecuele
Istorija Venecuele odražava događaje u oblastima Amerike koje je kolonizovala Španija počevši od 1522; usred otpora starosedilačkih naroda, predvođenih indijanskim kasicima, kao što su Gvajikajpuro i Tamanako. U andskoj regiji zapadne Venecuele složena Andska civilizacija naroda Timoto-Kuika cvetala je pre evropskog kontakta. 
Godine 1811, Venecuela je bila jedna od prvih špansko-američkih kolonija koja je proglasila nezavisnost, mada taj status nije postojano uspostavljen do 1821. godine, kada je bila departman savezne republike Gran Kolumbija. Potpunu nezavisnost kao posebna zemlja stekla je 1830. godine. Tokom 19. veka, Venecuela je pretrpela politička previranja i autokratiju, ostajući dominirana regionalnim kaudilosima (vojnim moćnicima) do sredine 20. veka. Od 1958. godine, zemlja je imala niz demokratskih vlada. Ekonomski šokovi tokom 1980-ih i 1990-ih doveli su do nekoliko političkih kriza, uključujući smrtonosne nerede u Karakazu iz 1989, dva pokušaja državnog udara 1992. i opoziv predsednika Karlosa Andresa Pereza zbog pronevere javnih sredstava 1993. godine. Kolaps poverenja u postojeće stranke doveo je do izbora 1998. godine bivšeg oficira koji je učestvovao u državnom udaru, Uga Čaveza i pokretanja Bolivarske revolucije, počevši od Ustavotvorne skupštine 1999. godine radi pisanja novog Ustava Venecuele. Ovaj novi ustav zvanično je promenio naziv zemlje u República Bolivariana de Venezuela (Bolivarska Republika Venecuela).

## Prekolumbijski period u Venecueli
Arheolozi su otkrili dokaze o najranijim poznatim stanovnicima područja Venecuele u vidu klesanih alata, zajedno sa sečnim i ravno-konveksnim alatima za struganje izloženim na visokim rečnim terasama reke Pedregal u zapadnoj Venecueli. Artefakti lova kasnog pleistocena, uključujući vrhove koplja, potiču sa slične lokacije u severozapadnoj Venecueli, poznate kao El Hobo. Prema radiokarbonskim datiranjima, oni vode poreklo od 15.000 do 9.000 pre sadašnjice. Tajma-Tajma, žuti Muako i El Hobo u Falkonu su neki od lokaliteta sa kojih je prikupljena arheološka građa ih tih vremena. Ove grupe su koegzistirale sa megafaunom poput megaterijuma, gliptodonata i toksodonata. Arheolozi identifikuju mezo-indijansko razdoblje od pre oko 9.000–7.000 do 1000. U ovom periodu lovci i sakupljači megafaune počeli su se okretati drugim izvorima hrane i uspostavljali prve plemenske strukture.
Predkolumbijska Venecuela imala je oko milion stanovnika. Pored autohtonih naroda koji su danas poznati, stanovništvo je obuhvatalo istorijske grupe kao što su Kalina (Karibi), Kakvetio, Auake, Mariče i Timoto-Kuikas. Kultura Timoto-Kuika bila je najkompleksnije društvo u pretkolumbijskoj Venecueli; sa unapred planiranim stalnim selima, okruženim navodnjavanim, terasastim poljima i rezervoarima za skladištenje vode. Njihove su kuće bile građene pretežno od kamena i drveta sa krovovima od slame. Oni su većim delom bili su miroljubivi, i zavisili su od uzgoja useva. Regionalne kulture uključuju krompir i uljukos. Iza sebe su ostavili umetnička dela, naročito antropomorfnu Ceramic artkeramiku, ali nemaju većih spomenika. Oni su preli biljna vlaka kaja su zatim tkana u tekstil i prostirke za domove. Zaslužni su za izum arepe, osnovne hrane venecuelanske kuhinje.
Počevši od oko 1.000 godine nove ere, arheolozi govore o neoindijanskom periodu koji se završava periodom evropskog osvajanja i kolonizacije. U 16. veku, kada je počela španska kolonizacija na venecuelanskoj teritoriji, stanovništvo nekoliko starosedilačkih naroda je opalo, poput Mariča (potomaka Kalina). Nativni kaciki (lideri), poput Guajkajpura i Tamanaka, pokušali su da se odupru španskim upadima, ali novopridošle su ih ultimatno nadvladale. Istoričari se slažu da je osnivač Karakasa, Diego de Losada, na kraju pogubio Tamanaka.

## Španska vladavina
Kristifor Kolumbo je plovio duž istočne obale Venecuele tokom svog trećeg putovanja 1498. godine, jedinim od njegova četiri putovanja koja su dosegla kopno Južne Amerike. Ova ekspedicija otkrila je takozvana „Biserna ostrva” Kubakva i Margarita kraj severoistočne obale Venecuele. Kasnije su se španske ekspedicije vratile da iskoriste ove obilne biserne ostrige, porobljavajući starosedioce na ostrvima i intenzivno ubirajući bisere. Oni su postali jedan od najvrednijih resursa početnog Španskog carstva u Americi između 1508. i 1531. godine, do kog vremena su devastirali lokalno starosedilačko stanovništvo i biserne ostrige.
Druga španska ekspedicija, koju je predvodio Alonso de Oheda, ploveći duž severne obale Južne Amerike 1499. godine, dala je ime Venecuela („mala Venecija” na španskom) Venecuelanskom zalivu - zbog spoznajne sličnosti sa Italijanskim gradom.
Španska kolonizacija kopnene Venecuele započela je 1502. Španija je osnovala prvo trajno južnoameričko naselje na lokaciji grada Kumana. U vreme španskog dolaska, domorodaci su živeli uglavnom u grupama kao poljoprivrednici i lovci - duž obale, u planinama Anda i duž reke Orinoko.

## Literatura
- Derham, Michael (2002). „Undemocratic democracy: Venezuela and the distorting of history.”. Bulletin of Latin American Research. 21 (2). : 270–289.
- Lombardi, John V. (1982), Venezuela: the search for order, the dream of progress, Oxford UP
- Moron, Gullermo (1964), A History of Venezuela Gullermo, Moron. „online”. Архивирано из оригинала 12. 03. 2017. г. Приступљено 06. 04. 2020.
- Rudolph, Donna Keyse, and Gerald Allen Rudolph. (1996). Historical dictionary of Venezuela. Scarecrow Press.
- Rivero, Mirtha (2011). La rebelión de los náufragos (9th изд.). Alfa. ISBN 978-980-354-295-5.
- Arroyo Abad, Leticia (2013). „Instability, Cost of Living, and Real Wages in Venezuela in the 19th Century.”. América Latina en la historia económica. 20 (3). : 114–137.
- Carroll, Rory (2014), Comandante: Hugo Chávez's Venezuela, Penguin Books
- Cromwell, Jesse (2018), The Smugglers' World: Illicit Trade and Atlantic Communities in Eighteenth-century Venezuela, UNC Press Books
- Ewell, Judith (1984), Venezuela: a century of change, Stanford UP
- Ewell, Judith (1996), Venezuela and the United States: from Monroe's hemisphere to petroleum's empire, U of Georgia Press
- Friedman, Elisabeth J. (2010), Unfinished Transitions: Women and the Gendered Development of Democracy in Venezuela, 1936-1996, Penn State Press
- Jacobs, Matthew D. (2018). „Reformists, revolutionaries, and Kennedy administration public diplomacy in Colombia and Venezuela.”. Diplomatic History. 42 (5). : 859–885.
- Layrisse, I. „Heavy oil production in Venezuela: Historical recap and scenarios for next century.”. SPE international symposium on oilfield chemistry. (Society of Petroleum Engineers, 1999).
- Levine, Daniel H. (1981), Religion and Politics in Latin America: The Catholic Church in Venezuela and Columbia, Princeton UP
- Lombardi, John V. (1976). People and places in Colonial Venezuela. Indiana University Press. ISBN 9780253343307.
- Mähler, Annegret (2011). „Oil in Venezuela: Triggering conflicts or ensuring stability? A historical comparative analysis.”. Politics & Policy. 39 (4). : 583–611.
- Martz, John D. (1992). „Party Elites and leadership in Colombia and Venezuela.”. Journal of Latin American Studies. 24 (1). : 87–121.
- Neuhouser, Kevin (1992). „Democratic stability in Venezuela: Elite consensus or class compromise?”. American Sociological Review. 57 (1): 117—135. JSTOR 2096148. doi:10.2307/2096148.. online
- Restuccia, Diego. "The Monetary and Fiscal History of Venezuela: 1960–2016." (University of Chicago, Becker Friedman Institute for Economics Working Paper 2018–59) (2018). online
- Schincariol, Vitor Eduardo (2020), Society and Economy in Venezuela: An Overview of the Bolivarian Period (1998-2018)..
- Smilde, David (2011), Venezuela's Bolivarian Democracy, Duke University Press
- Straka, Tomás, Guillermo Guzmán Mirabal, and Alejandro E. Cáceres. Historical Dictionary of Venezuela (Rowman & Littlefield, 2017).
- Denova, Hollis Micheal Tarver; Frederick, Julia C. (2005). The history of Venezuela (2nd изд.). Greenwood Press. ISBN 9780313335259. Проверите вредност парамет(а)ра за датум: |year= / |date= mismatch (помоћ)
- Wilpert, Gregory. (2007). Changing Venezuela by taking power: the history and policies of the Chavez government.
- Zahler, Reuben (2020). „How Civic Virtue Became Republican Honor: Revolution and Republicanism in Venezuela, 1800–1840.”. Journal of World History. 31 (2): 391—424. doi:10.1353/jwh.2020.0023. (2020): . excerpt
- Lombardi, John V.; Damas, Germán Carrera; Adams, Roberta E. (1977). Venezuelan history: a comprehensive working bibliography. G. K. Hall. ISBN 9780816178766.. 530 pages
- Racine, Karen (2020). „Simón Bolívar and friends: Recent biographies of independence figures in Colombia and Venezuela”. History Compass. 18 (3). S2CID 213465973. doi:10.1111/hic3.12608. Непознати параметар |article-number= игнорисан (помоћ)
- Savage, Ritchie (2018), Populist discourse in Venezuela and the United States: American unexceptionalism and political identity formation, Springer
- Harvey, Robert (2000), Liberators: Latin America's Struggle For Independence, 1810-1830, John Murray, ISBN 0-7195-5566-3. John Murray, London (2000).
- Lynch, John (1973). The Spanish American Revolutions, 1808–1821 (2nd изд.). New York: W. W. Norton. ISBN 0-393-09411-1. Проверите вредност парамет(а)ра за датум: |year= / |date= mismatch (помоћ)
- McKingley, P. Michael. (1985). Pre-Revolutionary Caracas: Politics, Economy, and Society, 1777–1811. Cambridge: Cambridge University Press. ISBN 0-521-30450-4.
- Rodríguez O., Jaime E.  The Independence of Spanish America. Cambridge: Cambridge University Press. 1998. ISBN 0-521-62673-0.
- Stoan, Stephen K. (1959), Pablo Morillo and Venezuela, 1815–1820, Columbus: Ohio State University Press.
- Fundación Polar. "Primera República", Diccionario de Historia de Venezuela, Vol. 3. Caracas: Fundacíon Polar, . Diccionario de historia de Venezuela: M-S. Fundación Polar. 1997. ISBN 980-6397-37-1.
- Parra-Pérez, Caracciolo. Historia de la Primera República de Venezuela. Caracas: Biblioteca de la Academia Nacional de la Historia,1959.
- Costeloe, Michael P. (20. 3. 1986), Response to Revolution: Imperial Spain and the Spanish American Revolutions, 1810-1840, Cambridge: Cambridge University Press, ISBN 0-521-32083-6, 1986.
- Earle, Rebecca (2000), Spain and the Independence of Colombia, 1810-1825, Exter: University of Exter Press, ISBN 0-85989-612-9.
- Stoan, Stephen K. (1959), Pablo Morillo and Venezuela, 1815-1820, Columbus: Ohio State University Press.
- Bushnell, David (1970). The Santander Regime in Gran Colombia. Westport, CT: Greenwood Press. ISBN 0-8371-2981-8. OCLC 258393.
- Gibson, William Marion (1948). The Constitutions of Colombia. Durham, NC: Duke University Press. OCLC 3118881.
- Lynch, John (2006). Simón Bolívar: a Life. New Haven and London: Yale University Press. ISBN 0-300-11062-6.
- Lynch, John (2006). Simón Bolívar. A Life. New Haven: Yale University Press. ISBN 0-300-11062-6.. .
- Masur, Gerhard (1969), Simón Bolívar (Revised edition). Albuquerque: University of New Mexico Press.
- Harvey, Robert. "Liberators: Latin America`s Struggle For Independence, 1810–1830". John Murray, London . Harvey, Robert (2000). Liberators: Latin America's Struggle for Independence, 1810-1830. John Murray. ISBN 0-7195-5566-3.
- Madariaga, Salvador de. (1952), Bolívar, Westport: Greenwood Press, ISBN 978-0-313-22029-6
- Mijares, Augusto (1983), The Liberator, Caracas: North American Association of Venezuela.
- Reuben Zahler. Ambitious Rebels: Remaking Honor, Law, and Liberalism in Venezuela, 1780-1850. (University of Arizona Press; 2014) 330 pages; examines tensions between patriarchy and liberalism in Venezuela's shift from colonialism to a modern republic.
- Canelón-Silva, Agrivalca Ramsenia (2014). „Del Estado Comunicador Al Estado De Los Medios. Catorce Años De Hegemonía Comunicacional En Venezuela.”. Palabra Clave. 17 (4): 1243—78. doi:10.5294/pacla.2014.17.4.11 .
- Rory, Carroll (2014). Comandante : Hugo Chavez's Venezuela. Penguin Books: New York. стр. 182—94. ISBN 978-0143124887.

## Spoljašnje veze
- Latin American Network Information Center. „Venezuela: History”. USA: University of Texas at Austin.